# Električna zobna ščetka
Električna zobna ščetka je zobna ščetka, ki omogoča hitre premike ščetin, in sicer v smereh gor in dol, naprej in nazaj ali krožno (izmenično v smeri in nasprotni smeri urinega kazalca) z namenom, da očistimo zobe.  Premiki zvočne ali nižje hitrosti se izvajajo s pomočjo električnih motorjev.  V primeru ultrazvočnih zobnih ščetk je ultrazvočno valovanje proizvedeno s pomočjo piezoelektričnih kristalov. Sodobno električno zobno ščetko običajno napaja akumulator, ki se polni indukcijsko, ko se le-ta nahaja v napajalniku.
Električne zobne ščetke delimo glede na frekvenco (hitrost) gibanja ščetin na električne, sonične in ultrazvočne zobne ščetke. Električne zobne ščetke naredijo do okoli 12.000 gibov na minuto, sonične do 42.000 gibov na minuto, ultrazvočne pa delujejo nad slišnim področjem človeka, torej v področju med 20 in 20.000 Hz oziroma z 2.400−2.400.000 gibi na minuto.

## Zgodovina
Prva električna zobna ščetka, Broxodent, so zasnovali v Švici leta 1954, razvil jo je dr. Philippe-Guy Woog. Broxodent so prvotno proizvajali v Švici, kasneje v Franciji, za podjetje Broxo SA. Naprava Broxodent obstaja še danes in se jo priključi v standardno električno vtičnico omrežne napetosti. Električne zobne ščetke so bile prvotno ustvarjene za bolnike z omejenimi motoričnimi sposobnostmi in ortodontske paciente (na primer uporabnike zobnih aparatov).
Električno zobno ščetko Broxo je v ZDA leta 1959 prvič predstavilo podjetje ER Squibb and Sons Pharmaceuticals. Zobno ščetko so v ZDA prodajali pod imenoma Broxo-Dent in Broxodent. Leta 1980 je podjetjel ER Squibb and Sons Pharmaceuticals podelilo distribucijo podjetju Somerset Labs, diviziji podjetja Bristol Myers/Squibb.
Električna zobna ščetka podjetja General Electric Electric je bila predstavljena v začetku 1960tih. Zobna ščetka je bila je bila brezžična z akumulatorskimi NiCad baterijami, bila je prenosna in precej velika, kot dve držali ročnih baterijskih svetilk. NiCad baterije so bile v tistih časih podvržene pomnilnemu učinku . Električna zobna ščetka General Electric je bila dobavljiva s stojalom za polnjenje v pokončnem položaju. Ker je bila zobna ščetka večino časa nameščena v polnilcu, se je hitro iztrošila, saj se NiCad baterije na ta način hitreje starajo. Prvotne NiCad baterije so tudi sicer imele kratko življenjsko dobo. Ker so bile baterije zatesnjene v notranjosti naprave, je bilo po koncu življenjske dobe potrebno zavreči celotno zobno ščetko, ne samo izrabljeno baterijo.
Uporaba omrežne napetosti za delovanje električne zobne ščetke v kopalnici je problematično. V zgodnjih 1990-ih sta podjetji Underwriter Laboratories (UL) in Canadian Standards Association (CSA) prenehali certificirati vrvične naprave za uporabo v kopalnici. Novejše naprave so morale vključevati zniževalnik napetosti za obratovanje zobne ščetke pri nizki napetosti (običajno 12, 16 ali 24 voltov). Standardi kabelskih napeljav v mnogih državah zahtevajo, da morajo biti izhodi v kopalnicah zaščiteni z napravo RCD/GFCI (na primer, v ZDA velja zahteva že od leta 1970 za kopalnice pri novogradnji).
V 1990. letih so se pojavile težave varnostnih certifikatov za zobno ščetko Broxo. Sledile so izboljšave baterij in s tem tudi razvoj konkurence na področju električnih zobnih ščetk. Broxo S.A. tudi danes še vedno proizvaja in trži nizkonapetostne električne zobne ščetke, pojavili pa so se tudi novi veliki tekmeci, kot sta na primer Philips Sonicare in Braun Oral-B.
Leta 1992 so v ZDA patentirali prvo ultrazvočno zobno ščetko s prvotnim imenom Ultima in kasneje Ultrasonex. Istega leta 1992 je FDA podelila dovoljenje za vsakodnevno domačo uporabo. Sprva je Ultima ultrazvočna zobna ščetka delovala samo z ultrazvokom, nekaj let kasneje pa so ji dodali še motor za dodatne sonične vibracije v modelu Ultrasonex. Danes obstaja več ultrazvočnih zobnih ščetk, ki hkrati nudijo ultrazvok v kombinaciji s soničnimi vibracijami.

## Vrste
Električne zobne ščetke lahko razdelimo tudi glede na vrsto delovanja na vibracijske in rotacijsko-oscilacijske. Pri uporabi vibracijskih ščetk se priporoča enaka tehnika ščetkanja kot se priporoča pri čiščenju z ročno zobno ščetko. Pri rotacijsko-oscilacijskih zobnih ščetkah pa se priporoča čiščenje na način, da se zobna ščetka počasi premika od zoba do zoba.
Električne zobne ščetke lahko delimo tudi glede na hitrost gibov na standardne električne, sonične zobne ščetke in ultrazvočne zobne ščetke. Če ščetka deluje v slišnem območju človeškega ušesa (20 Hz do 20.000 Hz), je ščetka opredeljena kot sonična. Zobna ščetka, ki deluje v višjem področju od slišnega področja človeka, je opredeljena kot ultrazvočna zobna ščetka. Nekatere ultrazvočne zobne ščetke, kot na primer Megasonex in Ultreo, imajo tako sonični kot tudi ultrazvočni način delovanja.

## Sonične zobne ščetke
Sonične zobne ščetke so podskupina električnih zobnih ščetk, ki proizvajajo vibracije ščetin v slišnem območju človeškega ušesa. Večina sodobnih akumulatorskih električnih zobnih ščetk, kot na primer Sonicare in Oral-B, sodi v to kategorijo in ima frekvenco delovanja v področju od 200 do 400 Hz, kar ustreza 12.000-24.000 pulzov oziroma 24.000-48.000 gibov na minuto. Ker sonične zobne ščetke temeljijo na drgnenju-pometanju pri čiščenju zob, je amplituda gibanja pogosto visoka; višja amplituda zagotavlja večjo pot in površino zamahov, kar lahko omogoča učinkovitejše čiščenje.

## Ultrazvočne zobne ščetke
Najnovejša tehnologija električnih zobnih ščetk so ultrazvočne zobne ščetke, ki oddajajo ultrazvočno valovanje za čiščenje zob. Pogoj, da zobno ščetko uvrščamo med ultrazvočne, je njeno delovanje v frekvenčnem območju nad 20.000 Hz oziroma 2.400.000 gibina minuto. Ultrazvočnim zobnim ščetkam za vsakodnevno domačo rabo je Ameriška agencija za hrano in zdravila (FDA) odobrila delovanje pri frekvenci 1,6 MHz oziroma 192.000.000 gibov na minuto.
Ultrazvočne zobne ščetke oddajajo vibracije pri visoki frekvenci in nizki amplitudi. Te vibracije razbijejo bakterijske verižice v biofilmu in zobnih oblogah ter bakterijam poškodujejo vezi, s katerimi se pritrjujejo na površino zob. Ultrazvok deluje tudi do 5mm v globino dlesni (v gingivalnih žepih).
Nekatere ultrazvočne zobne ščetke, kot na primer Emmi-Dent, oddajajo samo ultrazvočno valovanje. Druge ultrazvočne zobne ščetke, kot na primer Ultreo in Megasonex, delujejo ultrazvočno z dodanimi soničnimi vibracijami v območju od 9.000 do 40.000 gibov na minuto, kar dodatno zagotovi odstranitev delcev hrane in ostankov bakterijskih verižic. Sonične vibracije v ultrazvočnih zobnih ščetkah so zaradi delovanja ultrazvoka lahko nižje v amplitudi kot pri soničnih zobnih ščetkah. Tako bakterijskih verižic ni potrebno fizično odstraniti z vibracijo, lahko jih preprosto »pometemo« , ker so verižice bakterij že razpadle pod vplivom ultrazvoka.
Zaradi podobnosti izrazov "ultrazvočno" in "sonično" obstaja kar nekaj nejasnosti na trgu, pogosto namreč soničnim zobnim ščetkam pripisujejo tudi lastnosti ultrazvoka. Zobne ščetke, ki delujejo pri frekvenci, nižji od 2.400.000 gibov na minuto (pod 20.000 Hz), so "sonične" zobne ščetke. Ime "sonične" pomeni, da delujejo v slišnem področju človeškega ušesa (od 20 Hz do 20.000 Hz), na primer s hitrostjo 31.000 gibov na minuto.. Samo zobne ščetke, ki oddajajo ultrazvok oziroma vibracije nad zgornjo mejo človeškega sluha, imenujemo "ultrazvočne" ščetke.

## Učinkovitost
Študije trdijo, da so električne zobne ščetke lahko učinkovitejše od ročnih, ker je učinkovitost čiščenja manj odvisna od tehnike ščetkanja uporabnika. Nekateri zobozdravniki celo trdijo, da električne zobne ščetke pomagajo otrokom pri premagovanju strahu pred zobozdravnikom. Neodvisne študije ugotavljajo, da večina električnih zobnih ščetk ni nujno bolj učinkovitih od ročnega ščetkanja, vendar ob predpostavki, da je uporaba ročne zobne ščetke pravilna in zato činkovita. Rotacijsko-oscilacijskim zobnim ščetkam pripisujejo le nekoliko boljše učinke od ročnih zobnih ščetk. Raziskave ugotavljajo, da sta način ščetkanja in količina porabljenega časa pomembnejša kot vrsta zobne ščetke. Pri bolnikih z omejenimi ročnimi spretnostmi ali kadar obstaja težava pri doseganju zob, pa zobozdravniki smatrajo električne zobne ščetke kot posebej koristne. Metaanaliza raziskav v Cochrane podatkovni zbirki iz leta 2014 ugotavlja večjo učinkovitost električnih zobnih ščetk v primerjavi z ročnimi: nastanek zobnega plaka se zmanjša za 11% in nastanek vnetja dlesni za 6% po eno- do trimesečni uporabi. Po treh mesecih uporabe električne zobne ščetke se je nastanek zobnega plaka zmanjšal za 21% in vnetja dlesni za 11%.  Uporaba ultrazvočnih zobnih ščetk pa je pokazala, da se z razdalje 5mm razbijejo zobne obloge, sestavljene iz kariogenih bakterij Streptococcus mutans, poškodujejo se bakterijske celične stene in pritrditvene vezi bakterij.
Učinkovitost električne zobne ščetke ni odvisna samo od načina delovanja in pravilne uporabe, pač pa tudi od glave zobne ščetke. Večina proizvajalcev priporoča uporabo mehkih ščetin in da se glavo zobne ščetke menja vsake tri mesece oziroma najmanj vsakih šest mesecev, oziroma takoj, ko se stanje ščetin vidno poslabša.

## Napajanje in polnjenje
Sodobne električne zobne ščetke delujejo pri nizki napetosti, 12V ali manj. Nekatere redke zobne ščetke uporabljajo zniževalni pretvornik moči za napajanje, večina pa uporablja polnilno nezamenljivo baterijo, vgrajeno v notranjost držala, ki je nepredušno zaprto, da preprečuje poškodbe zaradi morebitnega vdora vode. Prve NiCd baterije so se polnile preko kovinskih jezičkov v napajalniku, sodobne električne zobne ščetke pa uporabljajo brezkontaktno indukcijsko polnjenje: držalo ščetke in polnilnik sta ločena in vsak izmed njijuvsebuje tuljavo; ko sta postavljena v bližini, pogonska tuljava iz stojala polnilnika prenese moč na tuljavo držala ščetke, kar napolni baterijo.

## Skrb za okolje
Po mnenju organizacije Friends of the Earth so električne zobne ščetke z nezamenljivo baterijo primer slabega izdelka… praktično nemogoče je ločiti baterijo in napravo od neprodušno vodoodporno zatesnjenega plastičnega ohišja, kar pomeni, da vredni sestavni deli ali celo strupeni materiali končajo na deponiji ali v sežigalnicah.

## Dodatne funkcije

### Timer
Mnoge sodobne električne zobne ščetke imajo timer, ki običajno po dveh minutah ali vsakih 30 sekund opozarja na čas delovanja z vibriranjem ali s kratko prekinitvijo delovanja, da bi uporabnik prešel na čiščenje naslednjega od štirih razdelkov v ustih , kot je priporočeno.

### Zaslon
Nekatere električne zobne ščetke imajo LCD-zaslon, ki prikazuje čas ščetkanja, smeške ali druge slike za vzpodbujanje optimalnega ščetkanja. Te funkcije lahko usmerjajo ljudi v natančnejše in učinkovitejše čiščenje.

### Senzor pritiska
Pregrobo umivanje zob lahko povzroči poškodbe sklenine in dlesni, zato ima večina sodobnih soničnih zobnih ščetk vgrajen senzor pritiska, ki uporabnike opozarja na preveč agresivno ščetkanje. Obstajata dve vrsti senzorjev pritiska. Nekateri senzorji proizvajajo opozorilni zvok, nekateri pa celo ustavijo vibracije delovanja, če se čisti preveč agresivno.

### Indikator ultrazvoka
Zaradi dejstva, da so ultrazvočne frekvence izven slišnega področja in da posledično človek ne zazna ultrazvočnih premikov gibanja in tudi ne opazi delovanja ultrazvočne zobne ščetke, ko je le ta vključena, proizvajalci pogosto dodajo svetlobni indikator, ki opozori uporabnika, da je zobna ščetka vključena in da oddaja ultrazvok.

### Načini čiščenja
Večina soničnih zobnih ščetk ponuja različne načine čiščenja in stopnje intenzivnosti. Načini čiščenja so namenjeni za posebne vrste čiščenja, napimer za občutljive zobe, vsakodnevno nego, beljenje in čiščenje jezika.
Nekatere zobne ščetke, ki delujejo s kombinacijo ultrazvoka in soničnih gibov, omogočajo različno intenzivnost soničnih gibov; v nekaterih primerih se sonične vibracije tudi popolnoma izklopijo, tako da deluje le ultrazvok. Ta opcija ultrazvočnega čiščenja brez soničnih vibracij je lahko primerna za bolnike, katerim ne ustreza sonično ali električno čiščenje, vendar pa potrebujejo dodatno moč čiščenja s pomočjo ultrazvoka; na primer v obdobju po parodontalni operaciji.